# Bučovice
Bučovice (niem. Butschowitz) − miasto w Czechach, w kraju południowomorawskim. Według danych z 31 grudnia 2003 powierzchnia miasta wynosiła 3 136 ha, a liczba jego mieszkańców 6 386 osób.

## Demografia
| Rok             | 1970  | 1980  | 1991  | 2001  | 2003  |
| --------------- | ----- | ----- | ----- | ----- | ----- |
| Liczba ludności | 5 850 | 6 395 | 6 165 | 6 321 | 6 386 |

Źródło: Czeski Urząd Statystyczny